# Danelle Kabush
Danelle Kabush née en 1976 à Courtenay en Colombie-Britannique au Canada est une triathlète professionnelle, multi-vainqueur sur le circuit Xterra et vice-championne du monde en 2006 et 2008 sur le même circuit de cross triathlon.

## Biographie

### Jeunesse
Danelle Kabush est sportive depuis l'enfance où elle a grandi à Courtenay, en Colombie-Britannique, au Canada. Courir le 1500 m sur piste est sa principale passion jusqu'à ce qu'elle obtienne son diplôme de psychologie en 1998 de l'Université de Washington (États-Unis) et qu'elle se blesse au tendon d'Achille lors d'un entraînement pour les Championnats du monde de cross-country. Son grand frère Geoff lui suggère alors d'essayer le VTT. Le haut niveau n'était pas facile à rattraper, mais étant accro, elle court sérieusement au niveau élite pendant cinq ans avant de changer son orientation de course pour les triathlons Xterra en 2004. La même année, elle finit troisième du championnat du monde de Xterra sur l'ile de Maui dans l'archipel d'Hawaï aux États-Unis.

### Carrière en triathlon
En 2006, la canadienne déménage à Calgary dans la région canadienne d'Alberta. Elle est vice-championne du monde de Xterra en 2006 et 2008. Elle remporte par trois fois le Xterra de Canmore au Canada (2010, 2011 et 2012),. Elle termine victorieuse du Xterra 2012 de Beaver Creek à Avon dans le Colorado. 

### Vie privée
Danelle est titulaire d'un doctorat (obtenu à l'Université d'Ottawa en 2006) et experte en psychologie du sport. Elle a un cabinet privé en tant que conseillère clinique agréée où elle vit, à Victoria, en Colombie-Britannique, au Canada, depuis 2023 elle travaille comme directrice de programme maîtrise en soutien aux sportifs sur le campus de Victoria. Elle a une fille Zoé Rapatel qui a un frère cadet prénommé Nico.

## Palmarès triathlon
Le tableau présente les résultats les plus significatifs (podium) obtenus sur le circuit international de cross triathlon depuis 2004,.
| Année | Compétition                        | Pays       | Position           | Temps           |
| ----- | ---------------------------------- | ---------- | ------------------ | --------------- |
| 2014  | Xterra Beaver Creek                | États-Unis | Médaille de bronze | Timing          |
| 2012  | Xterra Beaver Creek                | États-Unis | Médaille d'or      | 2 h 29 min 35 s |
| 2012  | Xterra Canmore                     | Canada     | Médaille d'or      | 2 h 43 min 46 s |
| 2012  | Xterra USA - Ogden                 | États-Unis | Médaille de bronze | Timing          |
| 2011  | Xterra Canmore                     | Canada     | Médaille d'or      | 2 h 20 min 46 s |
| 2011  | Xterra Whistler                    | Canada     | Médaille de bronze | Timing          |
| 2011  | Xterra USA - Ogden                 | États-Unis | Médaille de bronze | 2 h 47 min 43 s |
| 2010  | Xterra Canmore                     | Canada     | Médaille d'or      | 2 h 45 min 0 s  |
| 2010  | Xterra Whistler                    | Canada     | Médaille d'argent  | Timing          |
| 2009  | Xterra Beaver Creek                | États-Unis | Médaille d'argent  | 2 h 36 min 16 s |
| 2008  | Championnat du monde Xterra - Maui | États-Unis | Médaille d'argent  | 3 h 4 min 56 s  |
| 2006  | Championnat du monde Xterra - Maui | États-Unis | Médaille d'argent  | 3 h 15 min 58 s |
| 2004  | Championnat du monde Xterra - Maui | États-Unis | Médaille de bronze | 3 h 5 min 19 s  |